# 森町西 (大分市)
森町西（もりまちにし）は、大分県大分市の地名。現行行政地名は森町西一丁目から森町西五丁目。住居表示実施済区域。

## 地理
大分市の鶴崎地区に属し、東と南に森町、西に葛木、北に皆春と接している。

## 歴史

### 沿革
- 2020年（令和2年）1月11日 - 住居表示を実施に伴い、大字葛木、大字森町の各一部（通称は森町西、皆春（一部））から、森町西一丁目から森町西五丁目を新設[5]。

### 町名の変遷
| 実施後       | 実施年月日               | 実施前（各町名ともその一部）                                |
| ------------ | ------------------------ | ----------------------------------------------------------- |
| 森町西一丁目 | 2020年（令和2年）1月11日 | 公称:大字葛木、大字森町（各一部） 通称:森町西               |
| 森町西二丁目 | 2020年（令和2年）1月11日 | 公称:大字葛木、大字森町（各一部） 通称:森町西               |
| 森町西三丁目 | 2020年（令和2年）1月11日 | 公称:大字森町、大字皆春（各一部） 通称:森町西、皆春（一部） |
| 森町西四丁目 | 2020年（令和2年）1月11日 | 公称:大字森町（各一部） 通称:森町西                         |
| 森町西五丁目 | 2020年（令和2年）1月11日 | 公称:大字森町（各一部） 通称:森町西                         |

## 世帯数と人口
2022年（令和4年）3月31日現在（大分市発表）の世帯数と人口は以下の通りである。
| 丁目         | 世帯数    | 人口    |
| ------------ | --------- | ------- |
| 森町西一丁目 | 474世帯   | 1,097人 |
| 森町西二丁目 | 291世帯   | 611人   |
| 森町西三丁目 | 283世帯   | 583人   |
| 森町西四丁目 | 207世帯   | 540人   |
| 森町西五丁目 | 196世帯   | 427人   |
| 計           | 1,451世帯 | 3,258人 |

### 人口の変遷
国勢調査による人口の推移。
| 2020年（令和2年） | 3,206人 | [ 6 ] |  |

### 世帯数の変遷
国勢調査による世帯数の推移。
| 2020年（令和2年） | 1,272世帯 | [ 6 ] |  |

## 学区
市立小・中学校に通う場合、学区は以下の通りとなる（2022年4月時点）。
| 丁目         | 番・番地等 | 小学校             | 中学校             |
| ------------ | ---------- | ------------------ | ------------------ |
| 森町西一丁目 | 全域       | 大分市立別保小学校 | 大分市立鶴崎中学校 |
| 森町西二丁目 | 全域       | 大分市立別保小学校 | 大分市立鶴崎中学校 |
| 森町西三丁目 | 全域       | 大分市立別保小学校 | 大分市立鶴崎中学校 |
| 森町西四丁目 | 全域       | 大分市立別保小学校 | 大分市立鶴崎中学校 |
| 森町西五丁目 | 全域       | 大分市立別保小学校 | 大分市立鶴崎中学校 |

## その他

### 日本郵便
- 郵便番号 : 870-0140[2]（集配局 : 大分東郵便局[8]）。